# Puente Julián
El puente Julián (en francés: Pont Julien) es un puente romano, tradicionalmente datado al año 3 a.d. C., en la desembocadura del desfiladero de Roquefure, a 5 km al norte de Bonnieux (Vaucluse, en el sur de Francia) y a 8 km al oeste de la ciudad de Apt.

## Ubicación

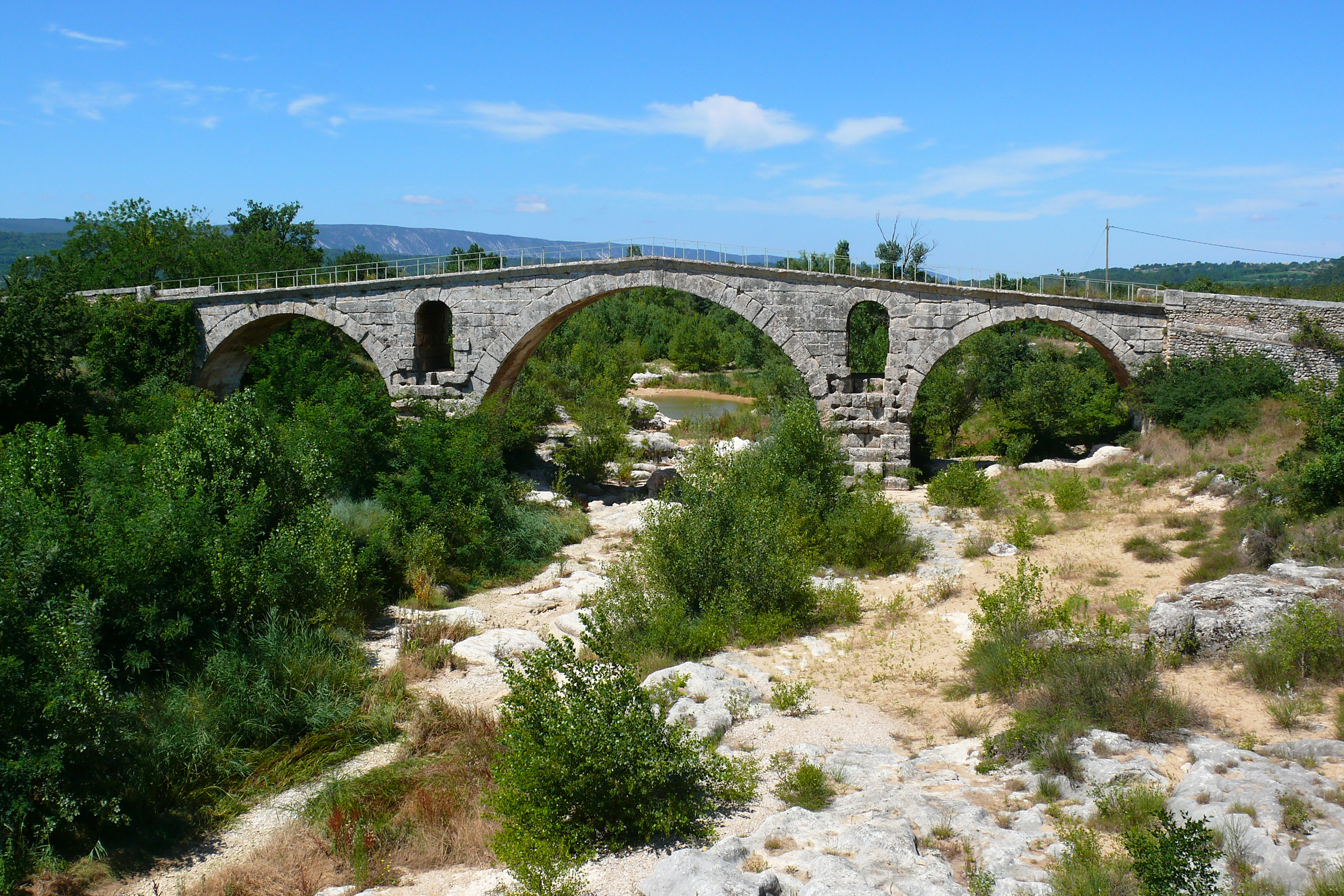
El Puente de Julián romano en Apt, sur de Francia.

El puente formaba parte de la antigua calzada romana la Vía Domitia que conectaba a Narbona (Colonia Narbo Martius) y Turín(Augusta Taurinorum). Debe su nombre debido a su proximidad con la ciudad de Apt, que se conoció en tiempos romanos como Colonia Apta Julia. Se le clasifica como un monumento histórico francés.
La antigua calzada de la vía, bien visible río abajo y río arriba desde el puente, cruzaba el lecho del Calavón (o Coulon) de forma escalonada.

## Descripción

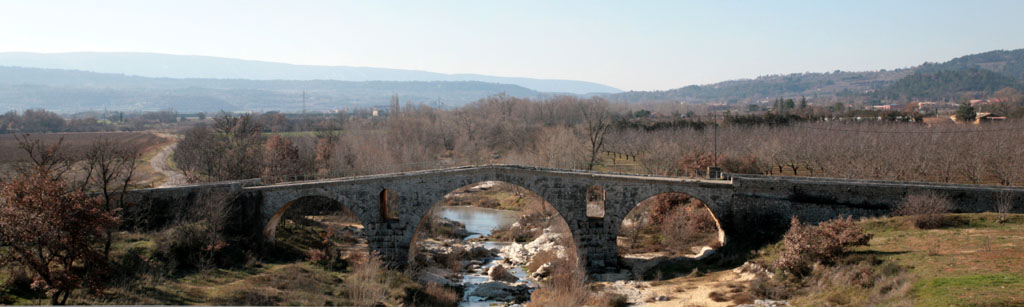
El puente Julián, visto del este con el Luberon al fondo.

El puente mide 80 metros de longitud, con una luz de 46 m, 6 m de anchura y 4,20 m de calzada y una elevación de 80 m sobre el cauce.
Se compone de tres arcos, con el arco central más elevado que los laterales al norte y al sur; los piles intermediarios están perforados de grandes bahías con cimbras para facilitar la evacuación de las aguas en periodo de riadas y provistas río arriba con tajamares semicirculares.
Fue construido con piedra caliza procedente de las canteras del Luberón, para reemplazar a un puente más antiguo, cuyo rastros se perciben en torno a las pilas. Formó parte de la red viaria (ruta departamental 108) hasta la primavera del 2005, o sea que fue utilizado durante casi más de 2000 años, hasta que la ruta fue desviada a un nuevo puente no muy lejano con el fin de conservar el antiguo.

## Ruta de ciclismo
En las inmediaciones, se descubrirá con interés, río abajo, el trazado de la antigua calzada bien visible por unos 6 km y río arriba, hasta las gargantas del Roquefure. 
Desde 2005 el puente Julián forma parte de la ruta ciclista del Calavon, proyecto cofinanciado por la Unión Europea (FEDER), la región y el Consejo General de Vaucluse, totalmente balizada y provista de medidas de seguridad, y que con el tiempo atravesará todo el valle del Calavon desde Cavaillon hasta conectar a Volx en el departamento de Alpes de Alta Provenza.
Desde el puente Julián que se ubica a 5 km 5 km del pueblo de Bonnieux, es posible dirigirse en dos direcciones:
- al este, hacia Apt ubicada a 10 km y San Martín-de-Castillón
- a la izquierda (al oeste), hacia Beaumettes (10 km) y Cavaillón (en curso de realización)

## Galería de imágenes

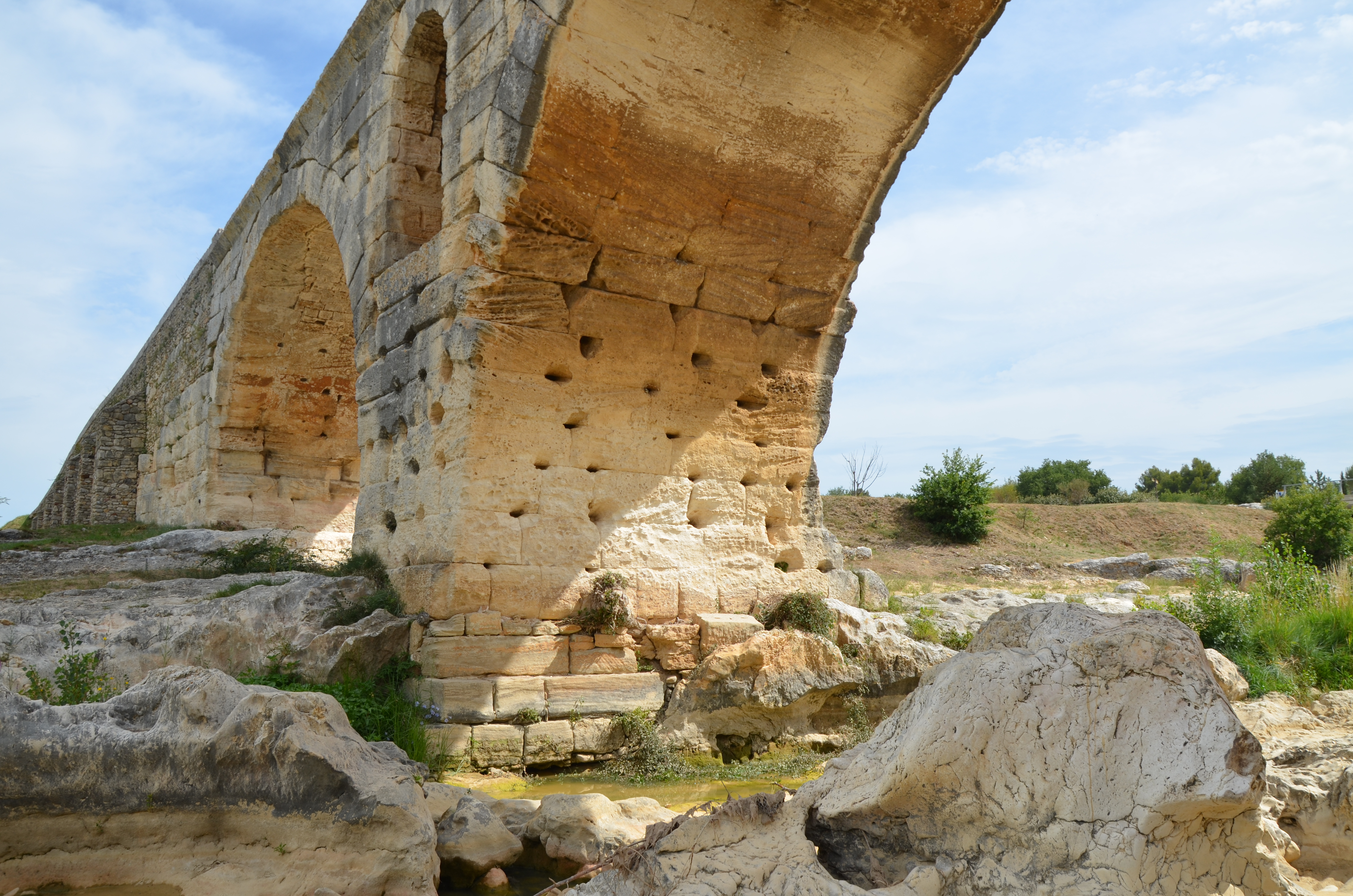
Vista de la parte inferior de uno de los arcos
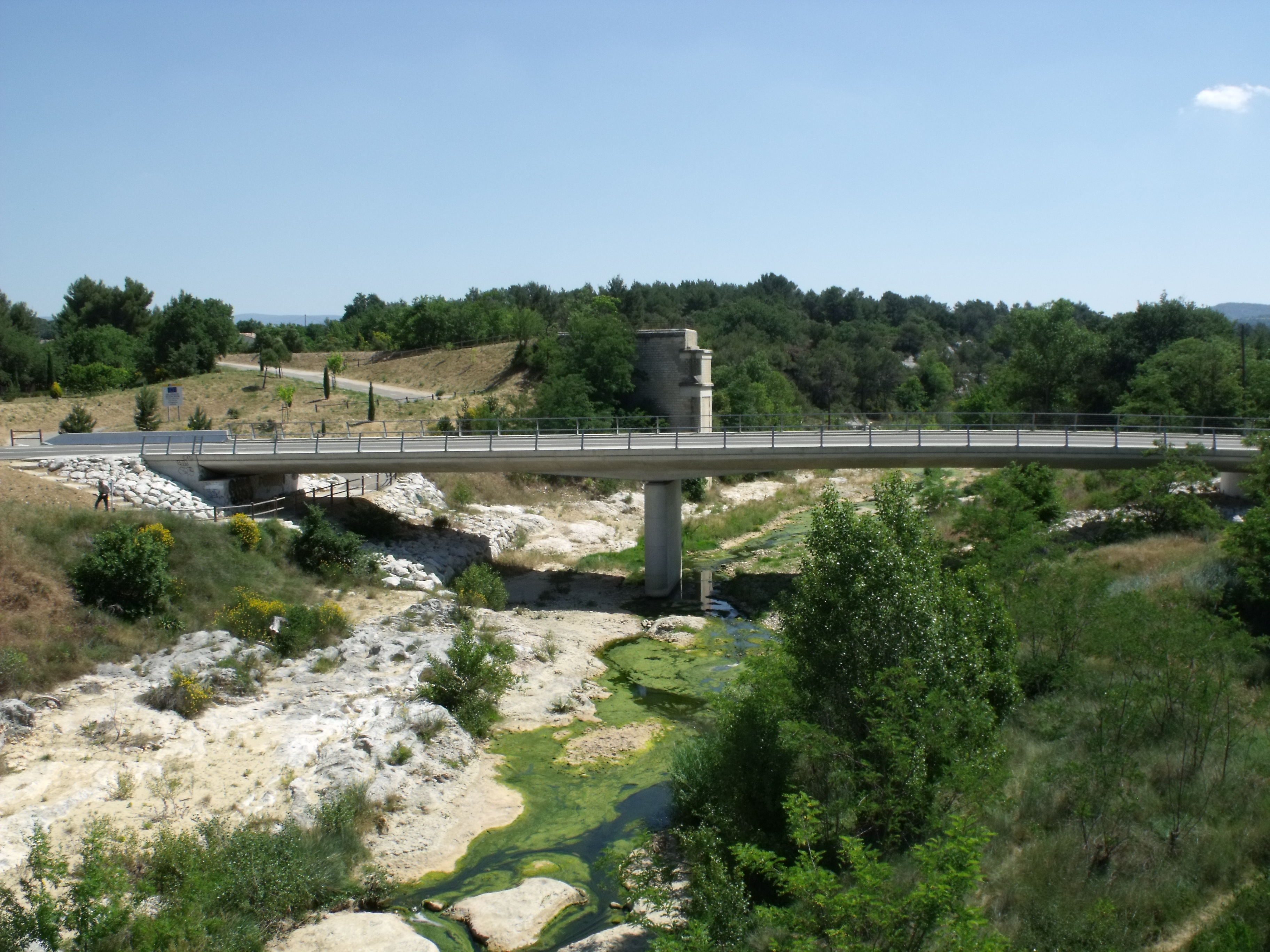
El puente moderno que cruza el Cavalón río arriba
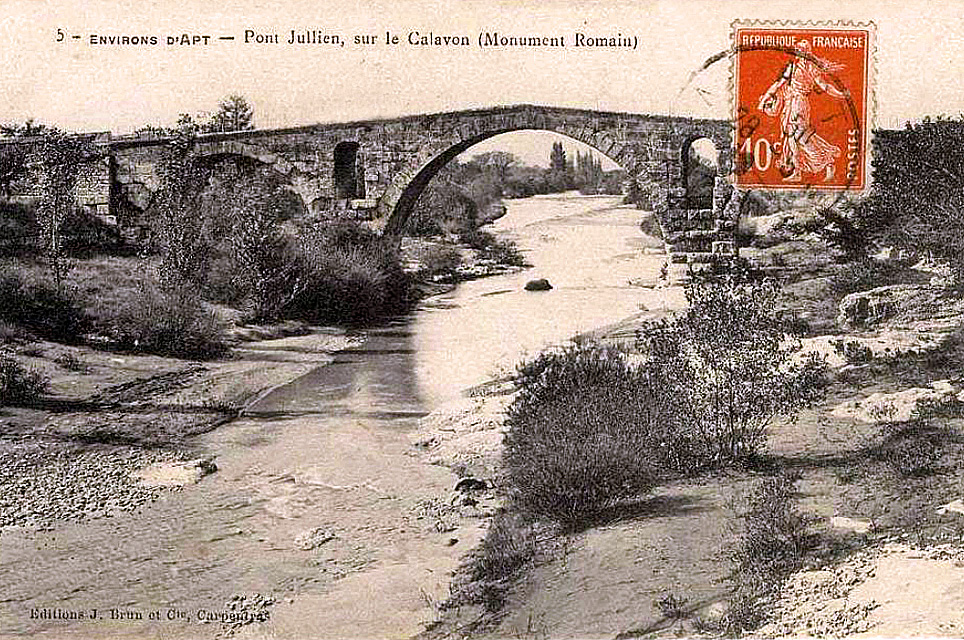
Vista del puente en una antigua postal
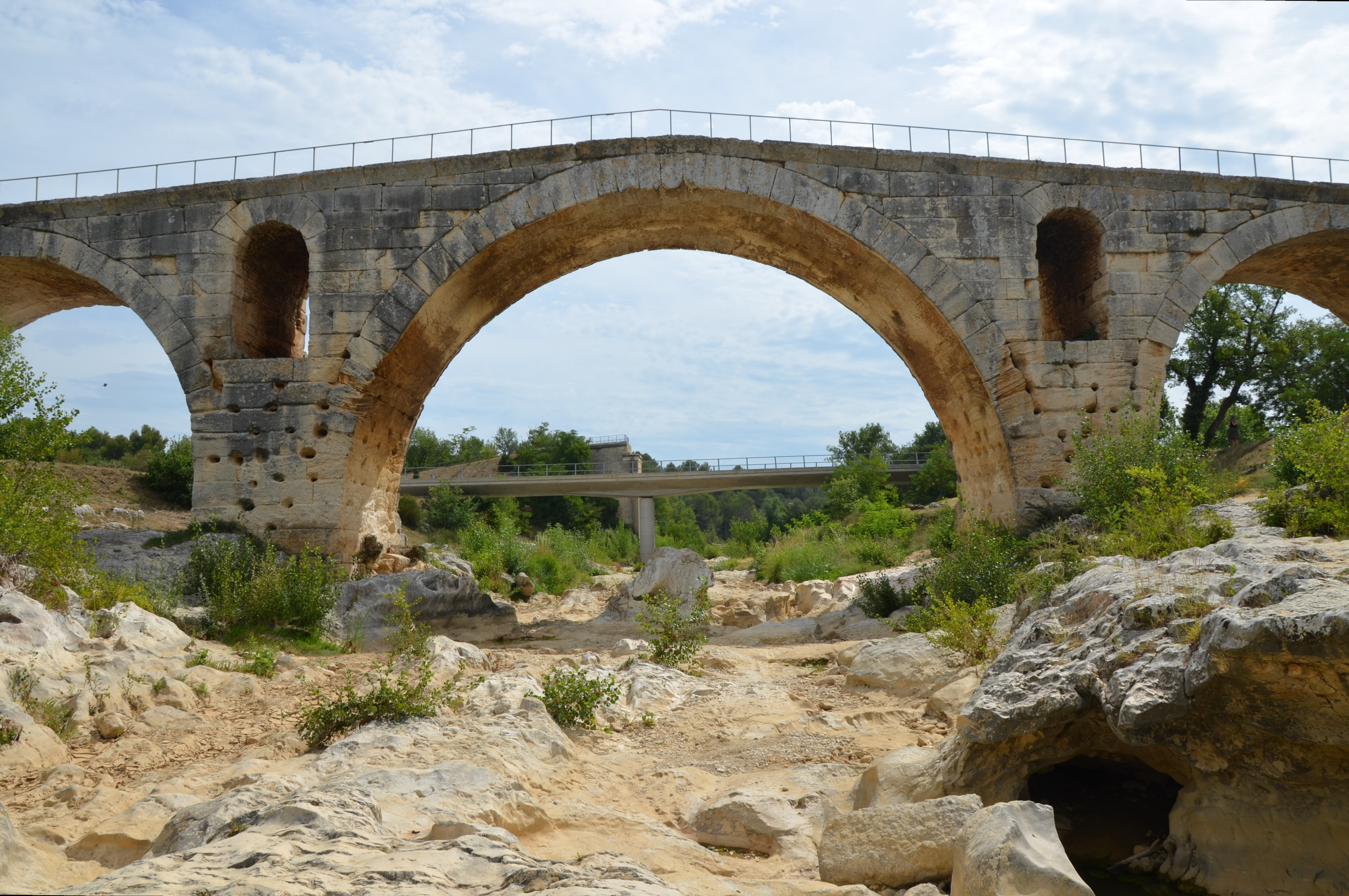
El cauce seco del Cavalón y el arco principal del puente